# Calophyllum utile
Calophyllum utile är en tvåhjärtbladig växtart som beskrevs av Johannes Bisse. Calophyllum utile ingår i släktet Calophyllum och familjen Calophyllaceae. Inga underarter finns listade i Catalogue of Life.